# زمین الگودار

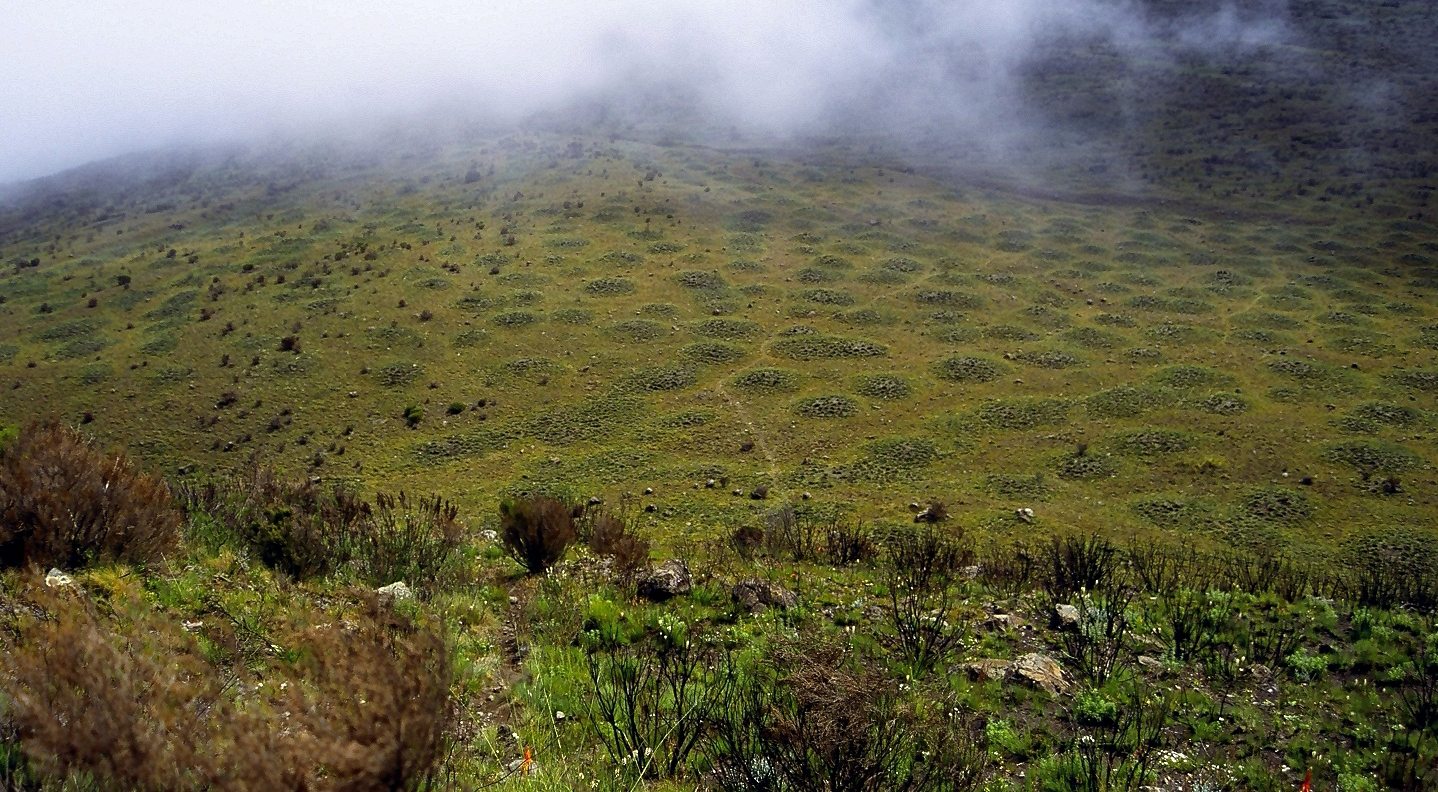
زمین الگودار در زیر تپه موگی در کوه کنیا در منطقه‌ای از یخبندان فصلی قرار دارد.

زمین الگودار (به انگلیسی: Patterned ground)، الگوی طبیعی متمایز و اغلب متقارن از اشکال هندسی است که از تغییر شکل مواد زمین در نواحی پیرایخچالی تشکیل شده‌است. معمولاً در نواحی دورافتاده قطب شمال، قطب جنوب، و دورافتاده در استرالیا یافت می‌شود، اما در هر جایی که یخ زدن و ذوب شدن خاک متناوب باشد نیز یافت می‌شود. زمین‌های الگودار نیز در بیابان فراخشک آتاکاما و در مریخ مشاهده شده‌است. شکل‌های هندسی و الگوهای مرتبط با زمین الگودار اغلب به عنوان خلاقیت‌های هنری انسان اشتباه گرفته می‌شود. سازوکار شکل‌گیری زمین‌های الگودار مدت‌ها دانشمندان را شگفت‌زده کرده بود، اما معرفی مدل‌های زمین‌شناسی کامپیوتری در ۲۰ سال گذشته به دانشمندان این امکان را داد که آن را با یخبندان، گسترشی که در خاک‌های مرطوب، ریزدانه و پوکی یخ‌زده یافت می‌شود، مرتبط کنند.